# Löts socken, Uppland
Löts socken i Uppland ingick i Trögds härad, ingår sedan 1971 i Enköpings kommun och motsvarar från 2016 Löts distrikt.
Socknens areal är 21,98 kvadratkilometer, varv 21,69 land. År 2000 fanns här 244 invånare.Godset Fånö samt sockenkyrkan Löts kyrka ligger i socknen.  

## Administrativ historik
Löts socken har medeltida ursprung.
Vid kommunreformen 1862 övergick socknens ansvar för de kyrkliga frågorna till Löts församling och för de borgerliga frågorna bildades Löts landskommun. Landskommunen uppgick 1952 i Norra Trögds landskommun som 1971 uppgick i Enköpings kommun. Församlingen uppgick 2007 i Villberga-Hacksta-Löts församling som 2013 uppgick i Villberga församling.
1 januari 2016 inrättades distriktet Löt, med samma omfattning som församlingen hade 1999/2000.  
Socknen har tillhört län, fögderier, tingslag och domsagor enligt vad som beskrivs i artikeln Trögds härad. De indelta soldaterna tillhörde Upplands regemente, Enköpings och Lagunda kompanier.

## Geografi
Löts socken ligger öster om Enköping med Ekolsundsviken i öster. Socknen är en småkuperad slättbygd.
I nordost ligger Bäddarö gård.

## Fornlämningar
Från järnåldern finns elva gravfält. Åtta runristningar är funna, i stort sett alla är gjorda av runristaren och mästaren Balle. En av runstenarna är Ågerstastenen.

## Namnet
Namnet skrevs 1286 Løth och innehåller löt, 'betesmark; sluttning' och syftar på terrängen vid kyrkan.